# Bob Carter (Musiker)
Bob Carter (eigentlich Robert Ashley Kahakalau, * am 11. Februar 1922 in New Haven, Connecticut; † 1. August 1993 in Hawaii) war ein US-amerikanischer Jazzbassist und Arrangeur des Swing und des Modern Jazz.

## Leben und Wirken
Bob Carter bekam Bass- und Gitarrenunterricht von seinem Vater. Von 1937 bis 1940 spielte er in lokalen Orchestern, ging von 1940 bis 1942 auf Tournee und hatte 1944 ein eigenes Trio in Boston. Nach dem Wehrdienst 1944/45 spielte er in den Jazzclubs auf der 52. Straße in New York mit verschiedenen Formationen, etwa denen von Tony Scott, Dizzy Gillespie, Charlie Parker, Stuff Smith oder Charlie Shavers. 
1946 war er an Bebop-Aufnahmen von Allen Eager und Max Roach für Savoy beteiligt. 1947/48 ging er mit Charlie Ventura, 1949/50 mit Benny Goodman und 1953/54 erneut mit Venturas Orchester auf Tourneen. Ab 1955 studierte er Komposition und Arrangement, spielte daneben mit Red Norvo, für den er auch Arrangements schrieb, mit Bob Harrington und Shelly Manne. Von 1957 bis 1958 hielt er sich auf Hawaii auf. Nach seiner Rückkehr nach New York spielte er ab 1959 bei Bobby Hackett. Anfang der 1960er Jahre arbeitete er in Deutschland im Orchester von Kurt Edelhagen.